# Saturn Award
De Saturn Award is een prijs voor film-, televisie- en video/dvd-werken in het fantasy-, sciencefiction- en horrorgenre.

## Organisatie
De prijs wordt vanaf 1972 jaarlijks uitgereikt door de Academy of Science Fiction, Fantasy & Horror Films. Alleen leden van de Academy kunnen stemmen. Het beeldje bij de prijs heeft de vorm van de planeet Saturnus, waarbij de ringen uit film bestaan.
De prijs werd bedacht door Dr. Donald A. Reed, die vond dat fantasy-, sciencefiction-, en horrorfilms niet de aandacht kregen die ze verdienden. De prijs werd aanvankelijk Golden Scroll genoemd.

## Categorieën

### Film
- Saturn Award voor beste sciencefictionfilm
- Saturn Award voor beste fantasyfilm
- Saturn Award voor beste horrorfilm
- Saturn Award voor beste actie- of avonturenfilm
- Saturn Award voor beste animatiefilm
- Saturn Award voor beste internationale film
- Saturn Award voor beste acteur
- Saturn Award voor beste actrice
- Saturn Award voor beste mannelijke bijrol
- Saturn Award voor beste vrouwelijke bijrol
- Saturn Award voor beste jonge acteur
- Saturn Award voor beste regisseur
- Saturn Award voor beste scenarioschrijver
- Saturn Award voor beste muziek
- Saturn Award voor beste make-up
- Saturn Award voor beste kostuums
- Saturn Award voor beste speciale effecten

(In 1980 werd er eenmalig een Saturn Award voor beste buitenlandse film uitgereikt, deze werd gewonnen door Dinner for Adele.)

### Televisie
- Saturn Award voor beste netwerktelevisieserie
- Saturn Award voor beste serie (Syndicated/Cable)
- Saturn Award voor beste televisiefilm
- Saturn Award voor beste acteur
- Saturn Award voor beste actrice
- Saturn Award voor beste mannelijke bijrol
- Saturn Award voor beste vrouwelijke bijrol

### Video/dvd
- Saturn Award voor beste uitgifte op dvd
- Saturn Award voor beste uitgifte op dvd (Special Edition)
- Saturn Award voor beste uitgifte op dvd (Classic film)
- Saturn Award voor beste uitgifte op dvd (Collectie)
- Saturn Award voor beste uitgifte op dvd (televisiefilm/serie)